# Wolfgang Köhler
Wolfgang Köhler (Reval, Estônia, 21 de janeiro de 1887 - Estados Unidos, 1967), foi um dos principais teóricos da Psicologia de Gestalt, considerado o porta voz do movimento devido aos seus livros escritos com cuidado e precisão.
Nasceu na Estônia em 1887 e com cinco anos se mudou para o norte da Alemanha. Estudou na universidade de Tübinger, Bonn e Berlim, e doutorou-se orientado por Stumpf, na Universidade de Berlim, em 1909.
Passou ainda sete anos estudando comportamento animal. Em 1910, estabeleceu uma colônia de chimpanzés nas Ilhas Canárias, registando o trabalho em um volúmero considerado clássico, nomeado "The mentality of the apes" (1917).
Em 1920 escreveu o livro "Static and stacionary physycal gestalts", onde Köhler sugere que a teoria da Gestalt consistia em uma lei geral da natureza que pode ser amplamente aplicada em todas as ciências.
Em 1922 Köhler se torna professor de psicologia da Universidade de Berlim.
Em 1929, publicou "Gestalt Psychology", uma descrição completa do movimento da Gestalt. Deixando a Alemanha nazista em 1934 devido a divergências políticas.
Em 1956, recebeu o Prémio de Destaque pela Contribuição Científica da APA, órgão que, em 1958, elegeu-o seu presidente.
Köhler morreu no ano de 1967 em Enfield, New Hampshire, Estados Unidos.